# キャスリーン・マンロー
キャスリーン・マンロー(Kathleen Munroe、1982年4月9日-)はアメリカ及びカナダの映画､TVで活躍する女優である｡

## 略歴
トロント大学在学中にアメリカ･MTV放送のパイロット番組「The New Girl」で初の主役を獲得｡
その後すぐに､アメリカ･ショウタイム放送の｢Last Call｣(アメリカ題は｢Fitzgerald｣)に配役され､ジェレミー・アイアンズ､ネーヴ・キャンベル､シシー・スペイセク等と共演｡続いて映画｢Drummer Boy｣に出演｡
2004年にはエリザベート・バートリを題材にしたヴァンパイア･ホラー映画『ヴァンパイア・クイーン』でコニー役で出演｡
ABC放送のファミリーシリーズ「ビューティフル・ピープル　〜ニューヨークの天使たち」（05〜06）と賞受賞作「Durham Country」（07〜）に出演後､ロサンゼルスに移り､ガイ・リッチーが監督した､ABC放送のパイロット番組｢Suspect｣に出演｡
TVシリーズでは「CSI:ニューヨーク』にサマンサ・フラック役で2エピソードに、『スターゲイト ユニバース』にアマンダ・ペリー役で4エピソードに出演｡
2009年の『サバイバル・オブ・ザ・デッド』では主要人物であるジャネットとゾンビになってしまった双子のジェーンを演じる｡

## 出演作品
- Last Call（2002）
- Drummer Boy（2002）
- ヴァンパイア・クイーン Eternal（2004）劇場未公開･DVD発売
- Let Him Be（2009）
- サバイバル・オブ・ザ・デッド Survival of the Dead（2009）
- よみがえり〜レザレクション〜 Resurrection（2014）
- パトリオット Patriot (2015-2018)
- シティ・オン・ファイア City on Fire (2023)